# Jošimasa Ašikaga

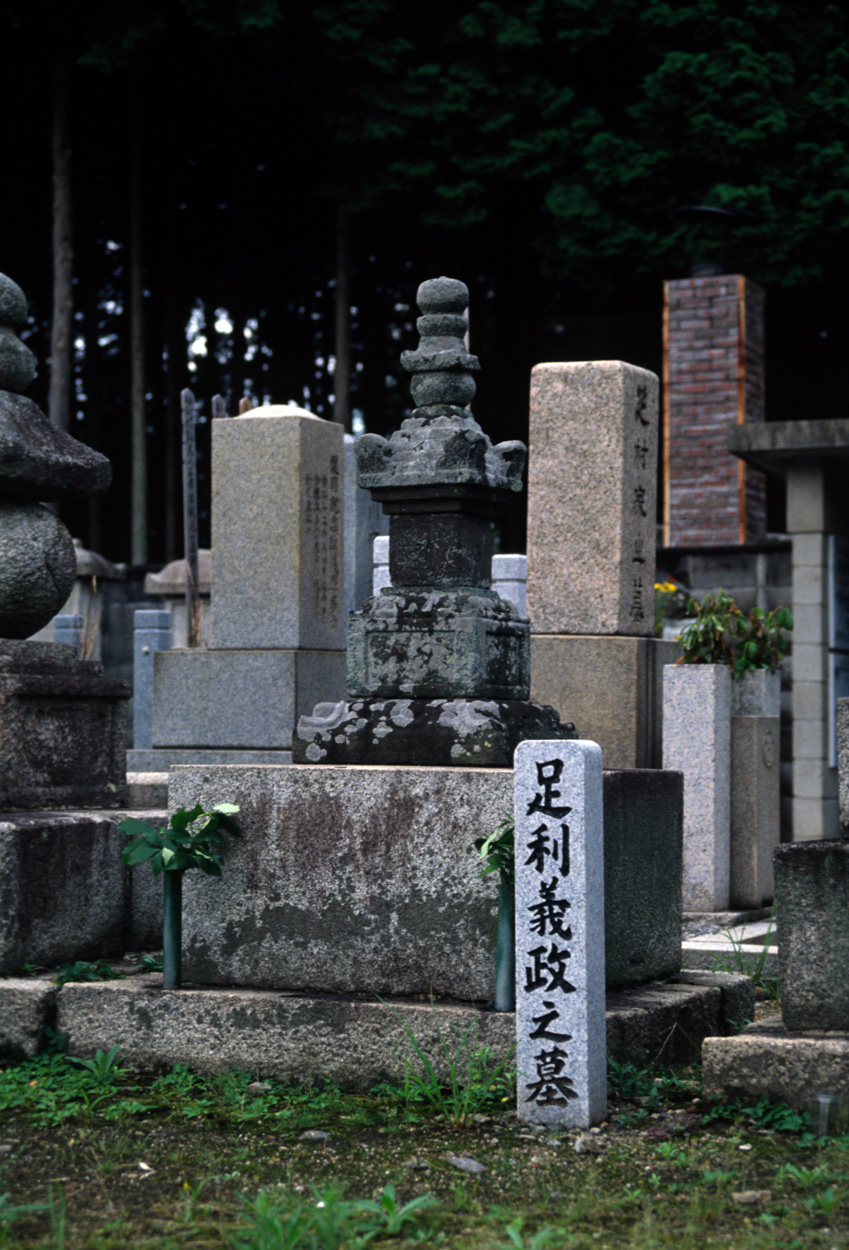
Hrob Jošimasy Ašikagy v Kjótu

Jošimasa Ašikaga (japonsky 足利 義政, Ašikaga Jošimasa, 20. leden 1435 – 27. leden 1490) byl osmým šógunem šógunátu Ašikaga a vládl Japonsku v letech 1449-1473, v průběhu období Muromači. Byl synem šestého šóguna Jošinoriho Ašikagy.
Titul Seii Taišógun obdržel v roce 1449, šest let po smrti svého staršího bratra, sedmého šóguna Jošikacua Ašikagy.
Během jeho vlády došlo k rozkvětu kultury Higašijama, známé zejména praktikováním čajového obřadu (Sadó), aranžováním květin (Kadó či Ikebana), zálibě v dramatických hrách Nó a kaligrafií.
Roku 1464 neměl Jošimasa určeného žádného nástupce a tak adoptoval svého mladšího bratra Jošimiho a rozhodl se pověřit funkcí šóguna jeho. Následujícího roku se však Jošimasovi narodil syn, což zamotalo situaci s nástupnictvím. Toto schizma posloužilo jako výtečná záminka pro konflikt, který známe pod termínem Válka Ónin. Každá ze dvou znepřátelených stran podporovala jednoho z potenciálních nástupců. Když se Jošimasa rozhodl roku 1473 odejít na odpočinek, devátým šógunem jmenoval svého syna Jošihisu.
Stejně jako většina šógunů si Jošimasa vybral za svého wakašu příslušníka rodiny Akamacu, Norinaa, věren tak tradici šudo. Mnoho šógunů z rodu Ašikaga si vybíralo své milence právě z této rodiny. Norinao, který byl obdarován územím, které doposud vlastnil Sózen Jamana, zanedlouho spáchal seppuku. Pravděpodobnou příčinou byly invektivy, možná i nařčení ze strany klanu Jamana.
V roce 1489 nechal Jošimasa v Kjótu postavit klášter Džišódži (známější jako Ginkakudži neboli Stříbrný pavilón), jež se stal jednou z nejobdivovanějších památek starobylé metropole.